# TuRa 88 Duisburg
TuRa 88 Duisburg ist ein Sportverein aus Neudorf, einem Stadtteil von Duisburg. Die erfolgreichste Abteilung des Vereins ist die Abteilung für Trampolinspringen.

## Geschichte
Der Verein wurde am 11. November 1888 unter dem Namen Turnverein 1888 gegründet. Der Ursprung des Vereins war der Neudorfer Turnverein 1848. Die Turner Fritz Korbmacher, Peter Herbertz, Heinrich Mieser, Otto Meier, Wilhelm Lohoff Bernhard Heimann waren die Gründer und zugleich der erste Vorstand. Der Übertritt von 13 Fußballern des Fußballclubs Borussia im Jahre 1909 bedeutete somit die Gründung der Fußballabteilung. Der Verein spielte bis 1919 hinter der Aktienstraße und zog dann auf den Lotharplatz um. 1920 folgte der Zusammenschluss mit dem Neudorfer Turnverein 1888 und dem Rasensportverein 07. Dadurch wurde der Verein in Turn- und Rasensportverein 88 umbenannt. 
1928 folgte eine weitere Fusion mit dem Nachbarverein Viktoria Kellermann, was zur Namensänderung in Turn- und Spielvereinigung 88 Duisburg führte. Nach dem Zweiten Weltkrieg startete der Verein unter dem heutigen Namen Turn- und Rasenspielverein 88 Duisburg. 1984 traten die Mitglieder des aufgelösten Vereins TTV Duisburg geschlossen dem Verein bei, was die Gründung der Trampolinabteilung bedeutete. 2006 trat der Verein DJK Adler Duisburg bei.

## Trampolin
Die größten Erfolge feierte die Abteilung in den 1980er Jahren, als Gabi Bahr (1984, 1986) und Beate Kruswicki (1985) mehrere deutsche Meisterschaften gewinnen konnten. Gemeinsam gewannen die beiden Athletinnen 1985 und 1986 den Europameistertitel und den Sieg beim Weltpokal im Synchronspringen. Die Mannschaft wurde 1987 deutscher Meister. Darüber hinaus konnte Gabi Bahr 1984 als Mitglied der deutschen Nationalmannschaft die Silbermedaille bei der Weltmeisterschaft erringen, Beate Kruswicki zwei Jahre später die Bronzemedaille. Nach zwischenzeitlichem Abstieg war die Trampolinabteilung von 2003 bis 2006 erneut in der ersten Bundesliga vertreten. Aktuell wurde das Schülerteam Deutscher Vizemeister 2008. Die Trainer sind Klaus und Gabi Bahr.

## Fußball
Die im Hans-Walter-Gerlach-Stadion spielende Fußballabteilung war mit der ersten Herrenmannschaft von 1957 bis 1965 in der damals viertklassigen Landesliga Niederrhein vertreten. Die folgenden Jahrzehnte verbrachte man im lokalen Amateurbereich. Der ersten Mannschaft gelang unter Trainer Ralf Kessen in der Fußballsaison 2004/05 der Aufstieg in die Landesliga Niederrhein und 2007/08 in die Verbandsliga Niederrhein. 2010 folgte wieder der Abstieg in die Landesliga, 2011 wurde die Mannschaft in die Bezirksliga durchgereicht. Im Jahre 2016 folgte der Abstieg in die Kreisliga A.
Der berühmteste ehemalige Spieler ist der 41fache Nationalspieler und Europameister Thomas Strunz, welcher bis 1981 bei Tura 88 spielte, dann zum MSV Duisburg wechselte und später in der Bundesliga für den FC Bayern München und den VfB Stuttgart aktiv war.

## Weitere Sportarten
Neben den beiden bekanntesten Abteilungen bietet der Verein auch Volleyball, Turnen und Gymnastik an.